# Pankouxiang (ort i Kina, Hubei Sheng, lat 32,24, long 110,20)
Pankouxiang (kinesiska: 潘口乡) är en ort i Kina. Den ligger i provinsen Hubei, i den centrala delen av landet, omkring 430 kilometer nordväst om provinshuvudstaden Wuhan. Antalet invånare är 17 789. Befolkningen består av 8 066 kvinnor och 9 723 män. Barn under 15 år utgör 14,0 %, vuxna 15-64 år 77 %, och äldre över 65 år 8,0 %.
Runt Pankouxiang är det ganska tätbefolkat, med 104 invånare per kvadratkilometer. Närmaste större samhälle är Yishui, 11,1 km väster om Pankouxiang. I omgivningarna runt Pankouxiang växer i huvudsak blandskog.
Genomsnittlig årsnederbörd är 1 058 millimeter. Den regnigaste månaden är augusti, med i genomsnitt 177 mm nederbörd, och den torraste är december, med 7 mm nederbörd.